# B2Ai
B2Ai architects représente une équipe passionnée de 140 architectes, ingénieurs en stabilité et techniques, architectes d’intérieur et urbanistes à Bruxelles, Gand et Roulers.
Le bureau dispose d’une expertise et de références aussi bien dans la conception d’établissements de soins (de santé), d’écoles, de salles de sport, de piscines publiques, de crèches, d’entreprises, de bureaux que de projets résidentiels et de programmes mixtes.
Grâce à son expérience dans les secteurs public et privé, B2Ai architects est un partenaire solide pour des projets Design & Build ou projets PPP.
Ils accordent une attention particulière aux thématiques sociétales et à tous les facteurs qui déterminent la durabilité d’un projet.

## Réalisations
Le bureau B2Ai prend fortement en compte la dimension sociologique de ses projets et conçoit ceux-ci en fonction des personnes qui y habiteront, y vivront ou y travailleront,.
- 2004 « Accent Business parc », à Roulers[3]
- 2008 « Pogano », à Gand[4]
- 2011 deuxième phase du « Accent Business parc », à Roulers[5]
- 2012 salle omnisports « De Warande », à Wetteren[6]
- 2012 « Offices B8 », à Roulers[7]
- 2017 « The One », gratte-ciel à Etterbeek (Bruxelles), à côté de la gare de Bruxelles-Schuman, face au bâtiment Lex de Michel Jaspers[8],[9]